# Tropidion vianai
Tropidion vianai là một loài bọ cánh cứng trong họ Cerambycidae.